# Мартін Отченаш
Мартін Отченаш (словац. Martin Otčenáš; нар. 25 серпня 1987, Попрад, ЧРСР) — словацький біатлоніст.